# Miguel Dagger
Miguel Dagger (* 23. November 1984 in Valle de Guanape, Barcelona, Anzoátegui) ist ein venezolanischer Schauspieler, Model und Tänzer. Dagger lebte und arbeitete von 2006 bis 2016 in Köln, seit 2017 in Berlin.

## Leben
Miguel Dagger wurde in Venezuela geboren und stand dort schon als Kind auf der Theaterbühne. Nach verschiedenen Workshops und einer Schauspielausbildung in Caracas kam er 2006 nach Deutschland und wurde Mitglied eines spanischsprachigen Theaterensembles in Köln und Düsseldorf. Seit 2012 spielt er regelmäßig in Filmproduktionen der Kunsthochschule für Medien und der internationalen Filmschule in Köln mit. 2015 spielte er eine der beiden Hauptrollen im Langspielfilm Toro, der seine Premiere auf dem Montreal World Film Festival feierte und 2016 im Rahmen der internationalen Filmfestspiele Berlin gezeigt wurde.

## Filmografie
- 2015: Toro
- 2013: Camille
- 2012: Am Ende einer Nacht (Kurzfilm)
- 2012: Das Meer zwischen uns (Kurzfilm)

## Theater
- 2018 Malinche – Regie: Irina Miller
- 2017 Gespenst des Joaquin Murieta – Regie: Irina Miller
- 2014 Yerma – Regie: Eva Hevicke
- 2013 Kunst – Regie: Fatima Gomes
- 2013 Mögliche Rebellionen – Regie: Davina Donaldson und David Monge
- 2012 Die Befristeten – Regie: Eva Hevicke
- 2011 Spielzeugfabrik – Regie: Eva Hevicke und Davina Donaldson